# Aukščiausioji lyga 1985
L'edizione 1985 dell'Aukščiausioji lyga fu la quarantunesima come campionato della Repubblica Socialista Sovietica Lituana; il campionato fu vinto dall'Ekranas, giunto al suo 1º titolo.

## Formula
Fu confermata la formula a girone unico: le squadre passarono da 18 a 17, con le formazione riserve dello Zalgiris, Squadra giovanile della Lituania, Atletas Kaunas e Politechnika Kaunas sostituite da un'altra squadra giovanile, Aidas Kaunas e Sveikata Kybartai.
Le 17 formazioni si incontrarono in gironi di andata e ritorno, con l'eccezione della squadra giovanile che disputò solo 18 incontri, di cui solo 16 ufficialmente riconosciuti, per un totale di 31 incontri per squadra. Le squadre classificate agli ultimi tre posti retrocessero.

## Classifica finale
|                        | Pos. | Squadra                | Pt | G  | V  | N  | P  | GF | GS | DR  |
| ---------------------- | ---- | ---------------------- | -- | -- | -- | -- | -- | -- | -- | --- |
| RSS Lituana (bandiera) | 1.   | Ekranas                | 50 | 31 | 23 | 4  | 4  | 56 | 18 | +38 |
|                        | 2.   | Granitas Klaipėda      | 46 | 31 | 20 | 6  | 5  | 60 | 20 | +40 |
|                        | 3.   | SRT Vilnius            | 44 | 31 | 20 | 4  | 7  | 66 | 25 | +41 |
|                        | 4.   | Pažanga Vilnius        | 44 | 31 | 19 | 6  | 6  | 38 | 18 | +20 |
|                        | 5.   | Nevėžis                | 37 | 31 | 12 | 13 | 6  | 42 | 30 | +12 |
|                        | 6.   | Banga Kaunas           | 37 | 31 | 15 | 7  | 9  | 45 | 23 | +22 |
|                        | 7.   | Atmosfera Mažeikiai    | 31 | 31 | 12 | 7  | 12 | 34 | 32 | +2  |
|                        | 8.   | Kelininkas Kaunas      | 31 | 31 | 11 | 9  | 11 | 35 | 38 | -3  |
|                        | 9.   | Vienybė Ukmergė        | 29 | 31 | 11 | 7  | 13 | 34 | 40 | -6  |
|                        | 10.  | Utenis Utena           | 28 | 31 | 11 | 6  | 14 | 32 | 38 | -6  |
|                        | 11.  | Tauras Šiauliai        | 28 | 31 | 11 | 6  | 14 | 36 | 46 | -10 |
|                        | 12.  | Inkaras Kaunas         | 26 | 31 | 10 | 6  | 15 | 36 | 44 | -8  |
|                        | 13.  | Aidas Kaunas           | 24 | 31 | 6  | 12 | 13 | 28 | 46 | -18 |
|                        | 14.  | Sveikata               | 19 | 31 | 5  | 9  | 17 | 29 | 65 | -36 |
|                        | 15.  | Statybininkas Šiauliai | 19 | 31 | 5  | 9  | 17 | 16 | 44 | -28 |
|                        | 16.  | Statyba Jonava         | 15 | 31 | 4  | 7  | 20 | 26 | 57 | -31 |
|                        | 17.  | Squadra giovanile      | 4  | 16 | 2  | 0  | 14 | 7  | 36 | -29 |